# Lewica-Tęcza

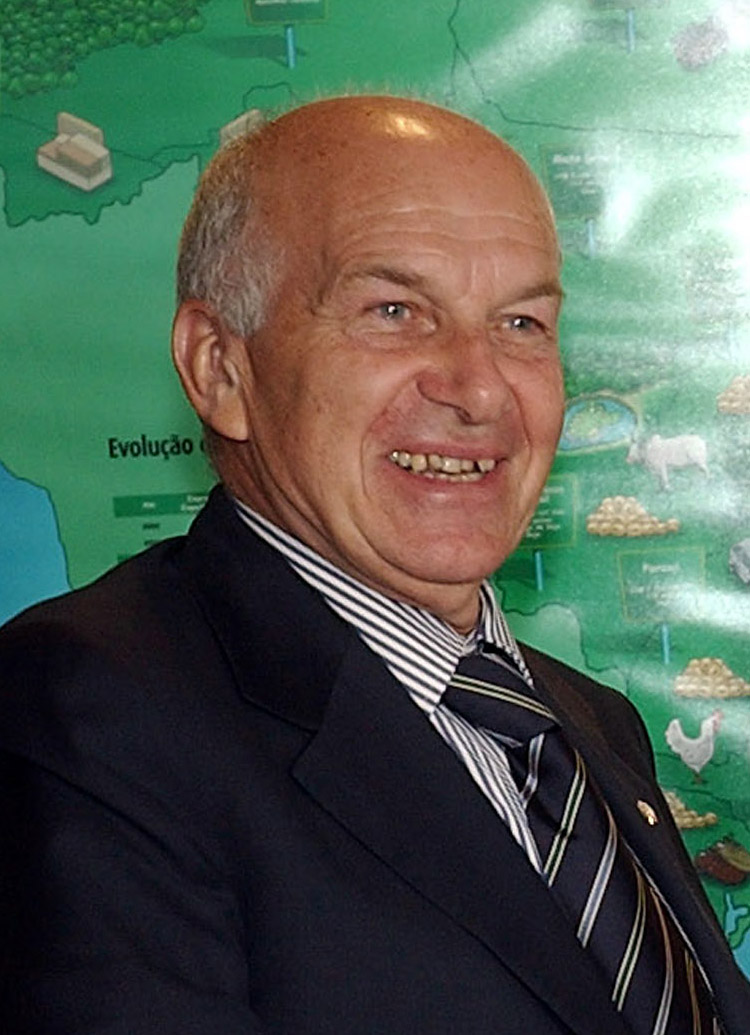
Fausto Bertinotti w 2007

Lewica-Tęcza (wł. La Sinistra – L'Arcobaleno, SA) – włoska koalicja lewicowych partii politycznych, określana jako skrajna lewica. Liderem koalicji był Fausto Bertinotti.
Blok został powołany w grudniu 2007 przez cztery ugrupowania należące formalnie do L'Unione i współtworzące rząd Romano Prodiego. W jego skład weszły:
- Odrodzenie Komunistyczne (Partito della Rifondazione Comunista, RC),
- Partia Komunistów Włoskich (Partito dei Communisti Italiani, PdCI),
- Demokratyczna Lewica (Sinistra Democratica, SD),
- Federacja Zielonych (Federazione dei Verdi, Verdi)[2].

W przedterminowych wyborach parlamentarnych w 2008 koalicja wystawiła własną odrębną listę, ogłaszając lidera RC i przewodniczącego Izby Deputowanych Fausta Bertinottiego kandydatem na nowego premiera.
Lista Lewicy-Tęczy uzyskała 3% głosów, nie otrzymując żadnych mandatów w Izbie Deputowanych ani w Senacie.